# Hornia mexicana
Hornia mexicana är en skalbaggsart som beskrevs av Carlo Emery 1886. Hornia mexicana ingår i släktet Hornia och familjen oljebaggar.

## Underarter
Arten delas in i följande underarter:
- H. m. neomexicana
- H. m. blomi
- H. m. mexicana